# Hruškovec přelahodný

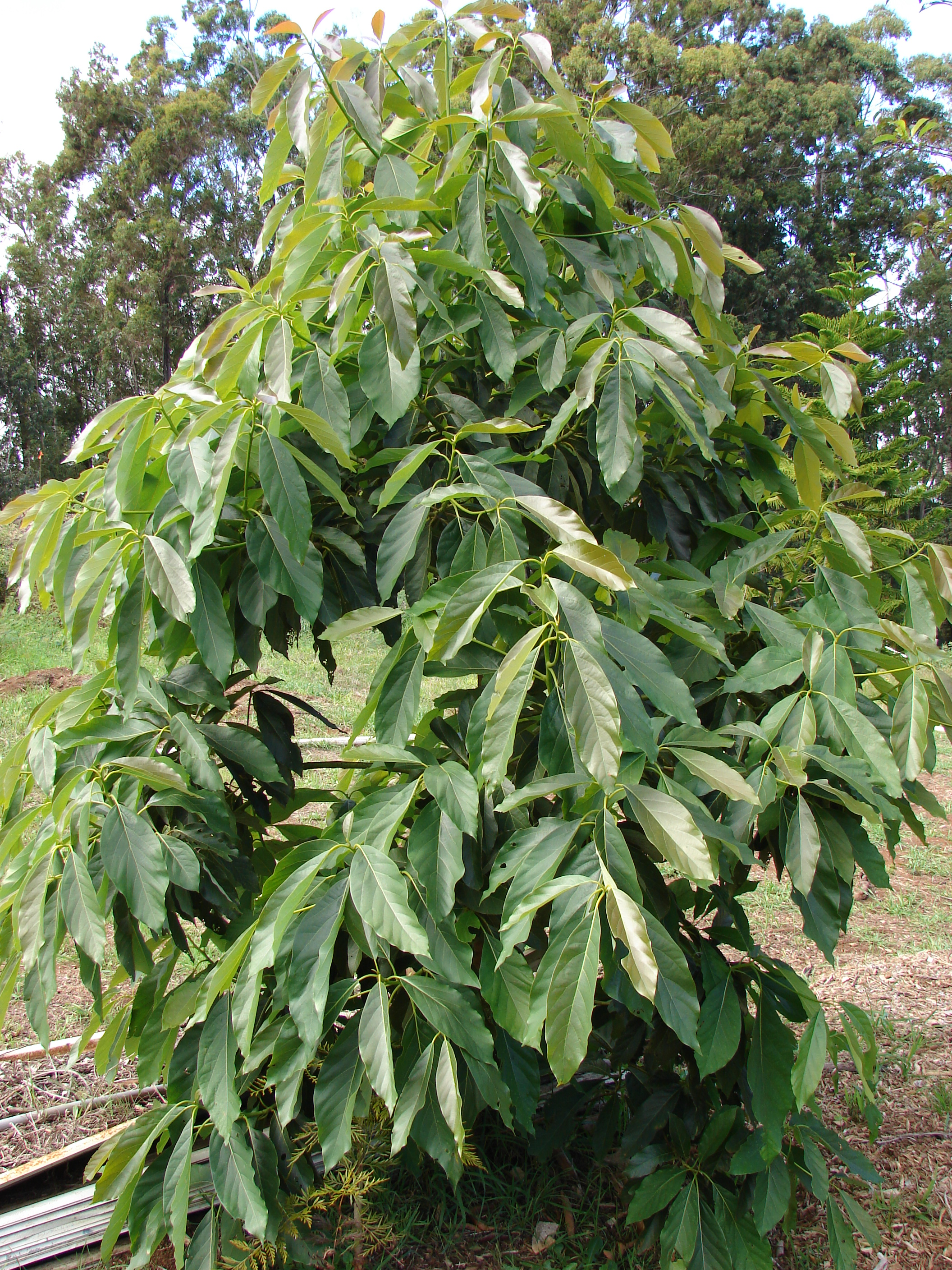
Mladý strom

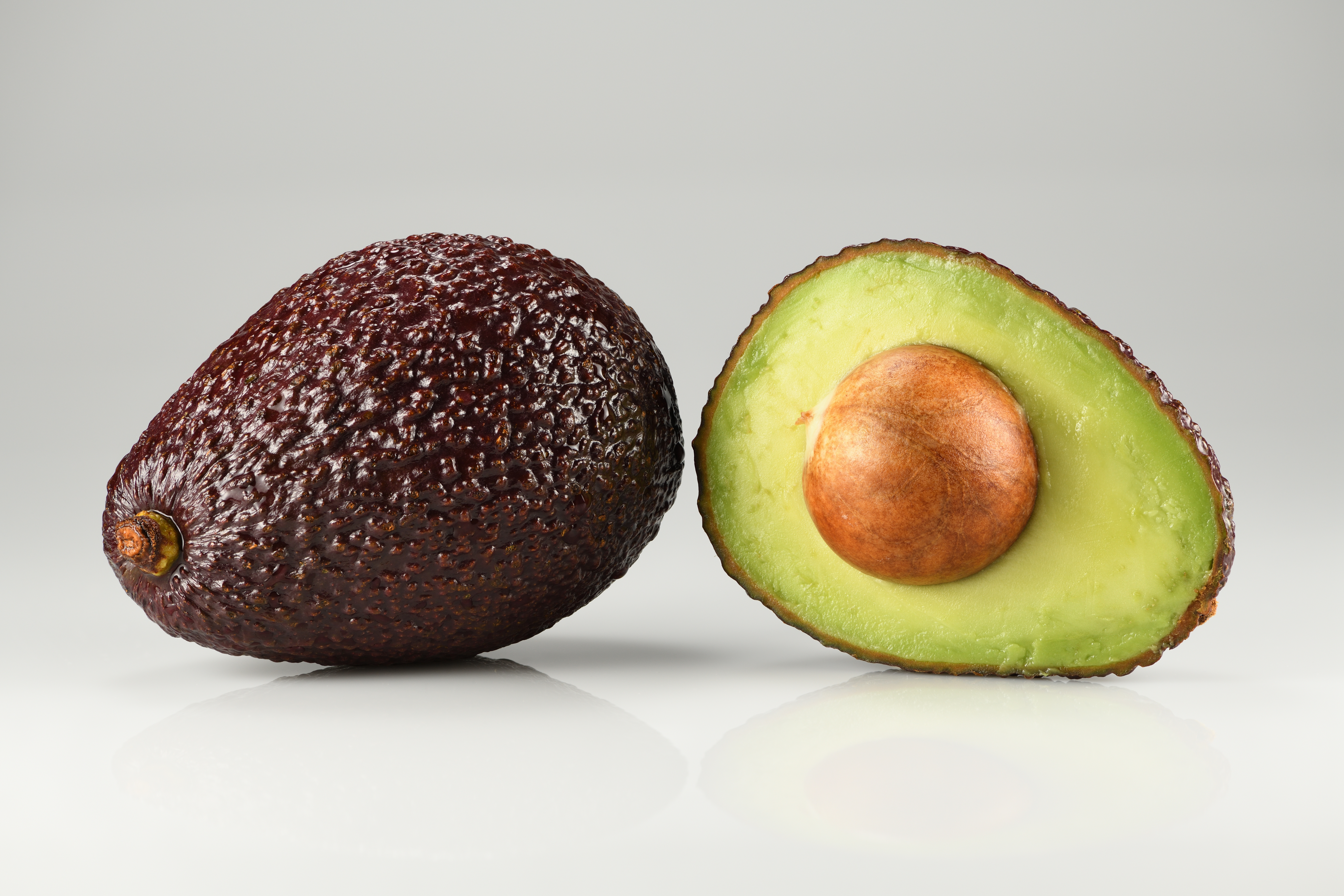
Plod

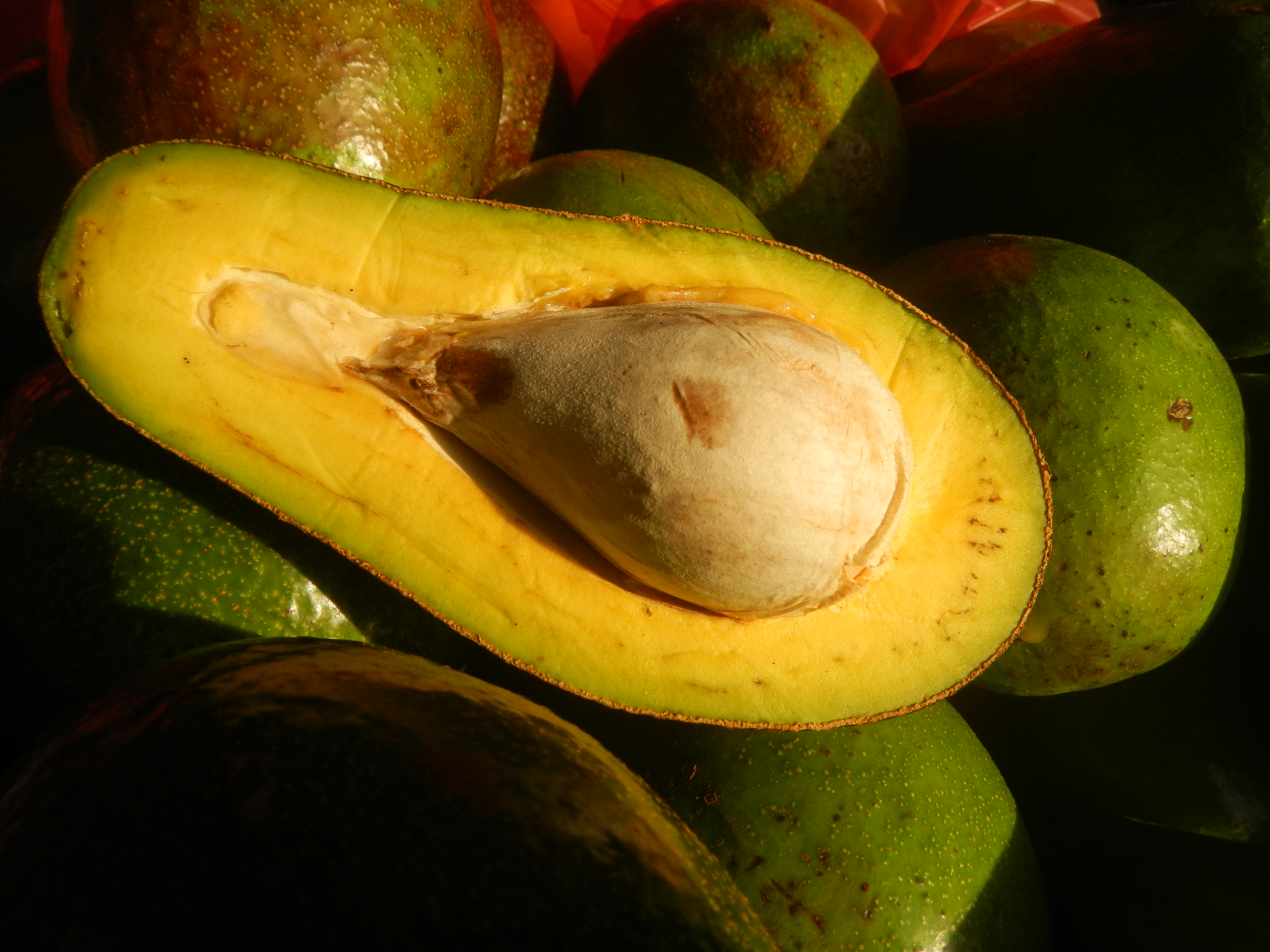
Plod

Hruškovec přelahodný (Persea americana) je statný, stálezelený strom pěstovaný pro své plody avokáda. Rod hruškovec je součásti čeledě vavřínovitých, ve které je jediný využívaným pro plody. Pochází ze subtropických a tropických oblastí Nového světa, odkud se pro oblíbené ovoce dostal do vhodných teplých a vlhkých míst ve všech světadílech.

## Výskyt
Za pravlast této dřeviny je považován jih Mexika, odkud byla ještě před příchodem Evropanů rozšířena po celém území Střední Ameriky, na severozápadě Jižní Ameriky v Ekvádoru a Peru i na karibských ostrovech Kubě a Jamajce. Nyní se mimo původní region pěstuje hlavně na jihu Spojených států amerických, v evropských i afrických státech okolo Středozemního moře, v tropické Africe, jižní a jihovýchodní Asii, Austrálii, na Novém Zélandu i v Oceánii.

## Ekologie
Hruškovec přelahodný je poměrně choulostivou rostlinou, požaduje teplé a vlhké podnebí, kde teploty neklesají k bodu mrazu a vyžaduje stanoviště, kde nebývá silný vítr znesnadňující opylování a způsobující opad plodů. K dobrému růstu a velké násadě plodů potřebuje provzdušněnou, kyprou, dobře odvodněnou půdu s pH v rozsahu 5 až 6, dostatek živin a v případném období sucha pravidelnou závlahu vodou neobsahující sůl, nesnáší zaplavení kořenů vodou na dobu delší než 24 hodin. Dožívá se věku 50 až 100 let. Je vyšlechtěno velké množství kultivarů, které jsou vhodné pro různá stanoviště, od nížinného a vyloženě tropického až po horské s více chladnějším prostředím. Roste v nadmořské výšce od hladiny moře po 2500 m, s letní teplotou +40 °C a zimní -4 °C a s průměrnými srážkami 300 až 2500 mm.

## Popis

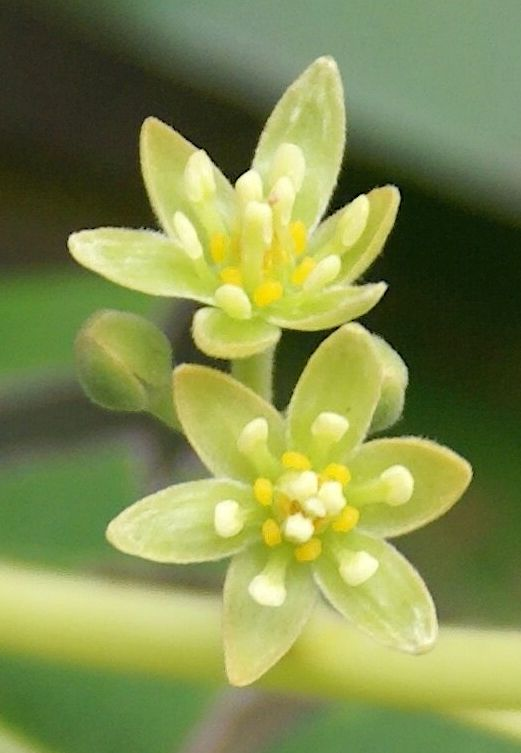
Květy

Téměř stálezelený strom vysoký 15 až 20 m s kmenem o průměru 30 až 60 cm a hustou korunou, jejíž větve bývají v mládí drobně chlupaté a později lysé. Listy jsou jednoduché, tuhé, vyrůstají střídavě, řapíky mají dlouhé asi 2 cm, celokrajné čepele jsou vejčité až eliptické, 10 až 30 cm dlouhé a 6 až 14 cm široké. Jsou na bázi zaoblené, na vrcholu tupé nebo jen krátce zašpičatělé, na svrchní straně leskle zelené a na spodní našedlé s velmi zvýrazněným středním žebrem a s pěti až sedmi páry postranních žilek. U některých odrůd listy voní po anýzu nebo v období sucha částečně opadají.
Květy jsou drobné, velké do 5 mm, voňavé, bledě zelené, oboupohlavné a jsou sestavené do kompaktních latovitých květenství dlouhých 8 až 14 cm a rostoucích na koncích mladých větví. Květenství s chlupatým vřetenem nese až 100 květů na stopkách s nitkovitými listeny i listenci. V květu je šest volných, asi 4 mm velkých, žlutozelených, eliptických nebo oválných okvětních lístků ve dvou přeslenech, vnější jsou o málo menší a všechny po odkvětu opadávají. Květ dále obsahuje devět plodných tyčinek ve třech kruzích (ve dvou vnějších jsou prašníky intorzní a ve vnitřním extrorzní) a ve středu tři oranžové patyčinky přeměněné na nektaria, gyneceum tvořeno jediným plodolistem, vejčitý a hustě chlupatý semeník s jedním vajíčkem a chlupatou čnělku s mírně rozšířenou bliznou.
Na témže jedinci jsou některé květy protandrické (pyl uzrává dřív než dospěje blizna) a jiné protogynické (blizna dospívá dřív než uzraje pyl). Tím se ztíží samoopylení, osamělé stromy pouze zřídka produkují hodně plodů. Při pěstování v sadech se pro zajištění opylení sází takové kultivary, které současně kvetou a jejichž květy se otevírají ve stejnou denní dobu, mohou se opylit pomoci větru nebo hmyzu.
Plodem je elipsoidní, vejcovitá až hruškovitá, 7 až 20 cm dlouhá a 100 až 2000 g těžká, jedlá bobule. Je obalená zeleným, žlutě zeleným, tmavě zelený, červeně fialovým, tmavě fialovým až černým a někdy i žlutě skvrnitým kožovitým oplodím, které je hladké nebo vrásčité. Uvnitř je máslovitý mezokarp s velkým, kónickým nebo vejčitým semenem 5 až 6,5 cm dlouhým. Semeno samotné je však jedovaté, jeho šíření v přírodě od mateřského stromu nebylo zatím uspokojivě vysvětleno. Plod i s peckou je příliš velký na to, aby jej mohli spolknout dnešní živočichové.
K rozmnožování lze použít semena, která vysetá čerstvá vyklíčí během čtyř až šesti týdnů. Uložená v suchu ztrácejí klíčivost do jednoho měsíce, ukládají se proto do vlhkých pilin nebo rašeliny při teplotě 5 °C. Mladé semenáče jsou nevyrovnané kvality, plody nemusí mít vlastnosti rodičů a ve vyšším věku nesnášejí přesazování. Při pěstování na plantážích se na podnože vypěstované ze semenáčů nebo zakořeněných řízků ze speciálních podnožových odrůd roubují nebo očkují kultivary vhodné pro dané klimatické podmínky. Mladé naroubované stromky poprvé plodí za tři roky, semenáče až za osm let.

## Pěstování
Při průmyslovém pěstování se stromy sázejí do sponu 7,5 × 7,5 m až 10 × 10 m. Pro usnadnění sklizně se stromy seřezávají na výšku okolo 6 m, dlouhé, staré větve se navíc pod tíhou plodů lámou a mladé více plodí. Pokud plody visí na stromě dozrávají od určité etapy do plné zralosti velice pomalu, když mezitím propukne bouře spadnou na zem a poškodí se. Proto se trhají předčasně, strojně nebo lidmi, ne všechny jsou ve stejném stupni zralosti. Nechávají se dozrávat při pokojové teplotě asi dva týdny a teprve pak se expedují, zrání se urychli vystavením působení etylenu. Větší strom s výnosnou odrůdou dává ročně okolo 100 kg ovoce.

## Význam
Hruškovec přelahodný se pěstuje pro chutné plody konzumované samostatně jako ovoce, nebo součást různých salátů, příloh k masům a pro různé speciality, poloviny bývají plněny kraby, ančovičkami nebo sýrem a používají se také jako náplň sendvičů a pod. Neupravují se tepelně, neboť vzhledem k obsahu taninu hořknou. Vyrábí se z nich zmrzlina i slazené a mražené krémy, mají vysoký obsah kalorií (100 g asi 220 kcal). Plody obsahují až 30 % oleje, který je dobře stravitelný, po mnoho let trvanlivý a obsahuje řadu vitamínů A, B, E, G, železo, ale vitamínu C jen minimálně. Olej je pro použití v kuchyni výhodný, ale drahý, hlavní uplatnění nachází v kosmetice. Květy poskytují opylujícím včelám hodně pylu a středně nektaru. Semeno lisováním dává mléčnou tekutinu s mandlovou chutí, která se dříve používala pro výrobu nesmazatelného inkoustu. Bližší využití plodů v článku avokádo.
Slupky plodů, listy i semena obsahují mnohé mastné kyseliny a mezi nimi i toxický persin, který je pro některá zvířata jedovatý, například pro kanáry, andulky (žerou slupky), koně, kozy (spásají listy), ryby (loví se vhozením rozdrcených semen do vody) a pod.
Dřevo kmene má krémový běl a světle červené nebo hnědé či melírované jádro. Je však málo ceněno, je měkké, křehké, lehké (má hustotu asi 600 g/cm³) a slabě odolává houbám a termitům. Má jemné zrno, snadno se opracovává a soustruží, vyrábí se z něj drobné předměty pro domácí použití a suvenýry.

## Galerie

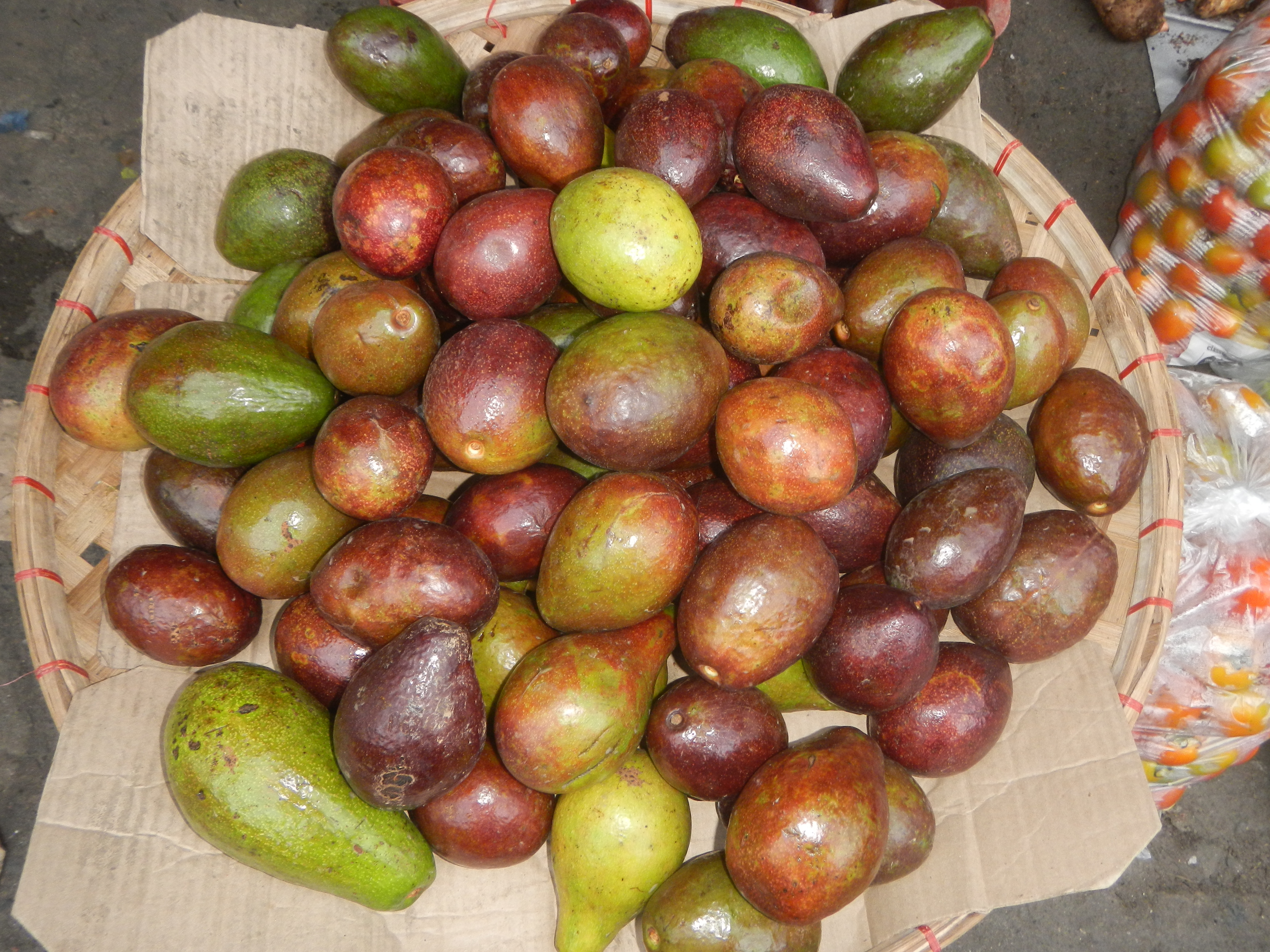
Plody z Filipín
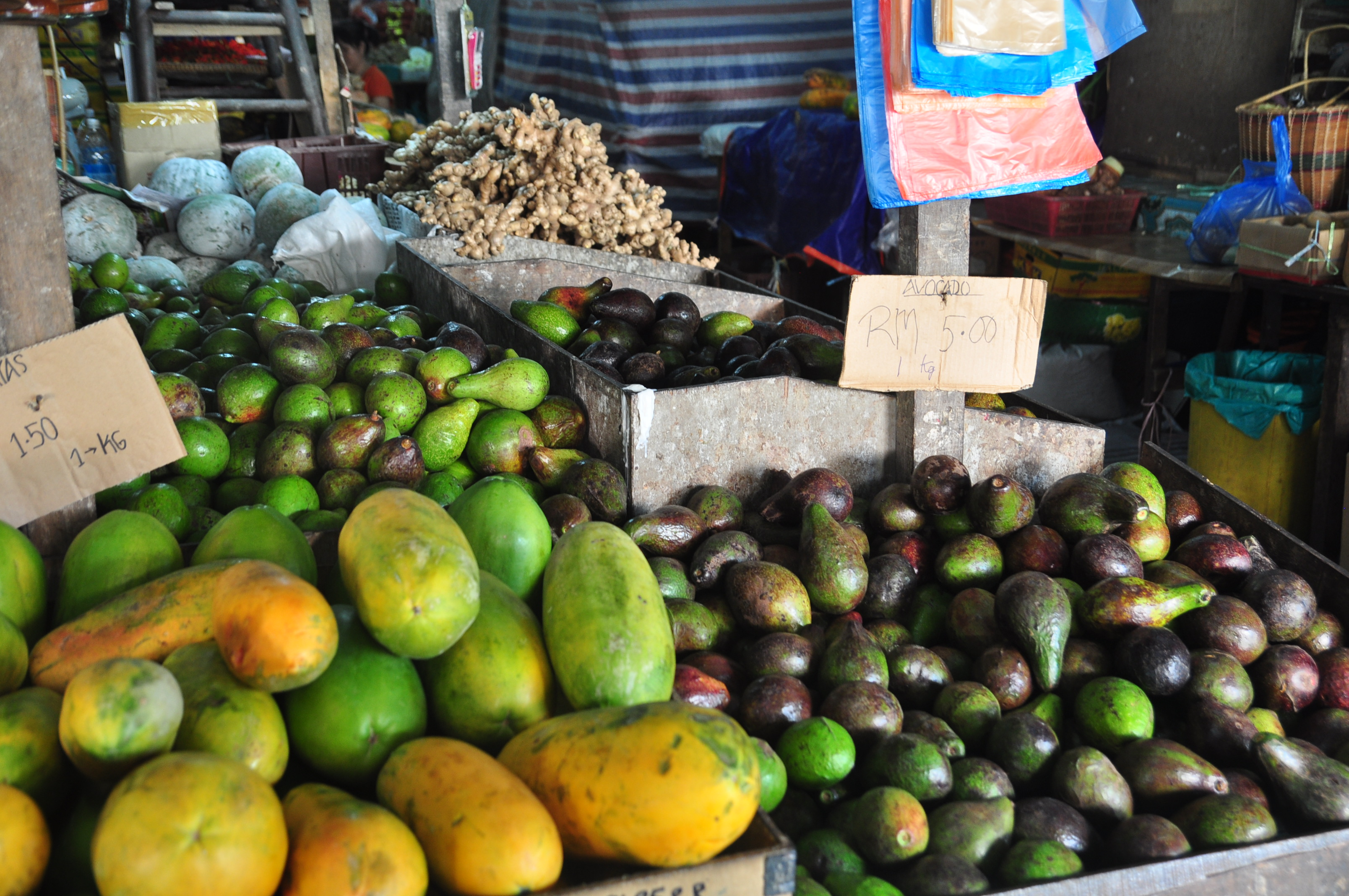
Plody ze Sabahu
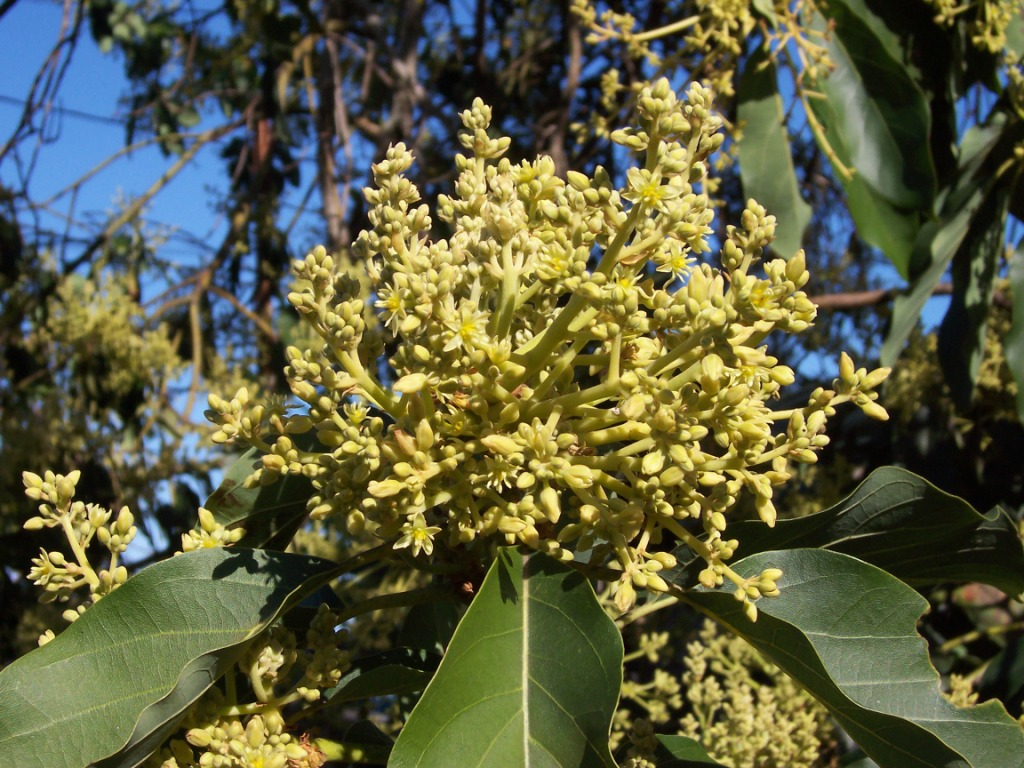
Květenství
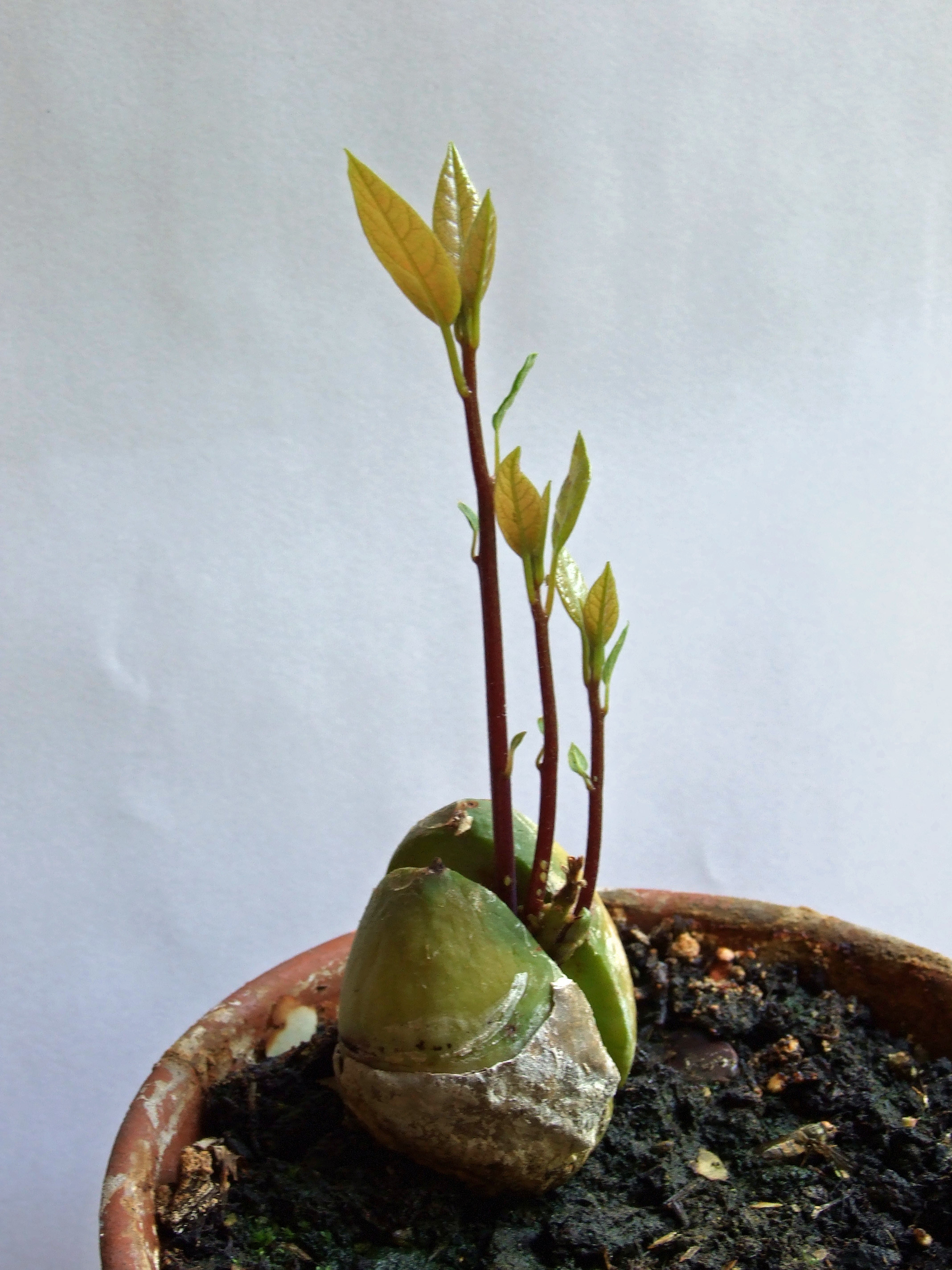
Klíčící semeno